# Tripterospermum nigrobaccatum
Tripterospermum nigrobaccatum är en gentianaväxtart som beskrevs av Kanesuke Hara. Tripterospermum nigrobaccatum ingår i släktet Tripterospermum och familjen gentianaväxter. Inga underarter finns listade i Catalogue of Life.